# Winifrida Mpembyemungu
 (avril 2023).
Winifrida Mpembyemungu, née en 1972, est une femme politique rwandaise, est actuellement[Quand ?] membre de la Chambre des députés du Parlement rwandais .

## Biographie
Mpembyemungu est l'ancienne maire de Musanze[Quand ?]. En 2013, sa maison a été attaquée à l'explosif. Un bébé est tué ainsi et deux personnes sont blessées. En 2015, six personnes ont été condamnées à des peines de prison à vie pour cet attentat et pour d'autres attentats terroristes parrainés par les Forces démocratiques de libération du Rwanda 
En avril 2016, des assaillants ont attaqué sa maison la nuit, provoquant la mort d'un homme par balle, abattu par les forces de sécurité
En juin 2018, Mpembyemungu a battu de justesse l'ancienne députée Marie Therese Murekatete pour le district de Musanze.